# Інна Моджа
Інна Моджа (фр. Inna Modja); справжнє ім'я — Інна Бокум (бам. Inna Bocoum; нар. 19 травня 1984, Бамако, Малі) — малійсько-французька поп-співачка і модель.

## Біографія
Народилася 19 травня 1984 року в столиці Малі — місті Бамако шостою дитиною в багатій родині. Батьки цікавилися мистецтвом і у віці шести років привели дівчинку в хор, і всебічно заохочували її заняття співом. У дитинстві разом з батьком слухала таких виконавців як Рей Чарльз, Елла Фіцджеральд, Отіс Реддінг і Сара Воан. У віці підлітка Інна вирішує пов'язати свою кар'єру з музикою і стає вокалісткою поп-групи «Bossa nova jazz».
Перший успіх приходить до співачки в 2009 році, після спільного виступу з французьким виконавцем Джейсоном Мразом на одному з музичних фестивалів у Франції. Спільні записи складають половину аркуша її першого альбому. Альбом «Everyday Is a New World» виходить у 2009 році і відразу ж стає одним з найпопулярніших на батьківщині співачки в Малі. Пісні звучать на радіо, а музичні кліпи показують по телебаченню.
У період з 2009 по 2011 роки виконавиця веде запис свого другого номерного альбому «Love revolution». В цей час вона знімає кліп на пісню з майбутнього альбому «French Cancan», влітку 2011 року ця пісня стає хітом практично у всіх франкомовних країнах світу. У листопаді 2011 року альбомом виходить у світ. Деякі композиції з альбому займають провідні позиції в топ-чартах Франції.
За відносно невеликий час знаходження на сцені співачка знаходить досить значну кількість шанувальників серед носіїв французької мови по всьому світу. У лютому 2012 року вона випускає свій третій альбом, що складається із змішаних композицій з двох попередніх альбомів та відео, яке було знято з участю і з допомогою шанувальників співачки.
У 2009 році, на хвилі популярності першого альбому, шведська торгова марка одягу H&M запрошує Інну стати обличчям компанії, і вона приймає це запрошення.
Після набуття популярності Інна активно займається відстоюванням жіночих прав в Африці. У ранньому дитинстві, перебуваючи у бабусі, без відома батьків, піддалася операції на жіночих статевих органах. Займається просвітницькою діяльністю в питаннях гендерної рівності в різних країнах Африки.

## Дискографія
| Рік  | Назва                   | Позиція | Позиція | Статус    |
| Рік  | Назва                   | Франція | Бельгія | Статус    |
| ---- | ----------------------- | ------- | ------- | --------- |
| 2009 | Everyday Is a New World | 56      | 23      |           |
| 2011 | Love revolution         | 28      | 98      | FRA: Gold |
| 2015 | Motel Bamako            | 55      | —       |           |